# Розлучення по-італійськи (фільм, 1961)
«Розлучення по-італійськи» (італ. Divorzio all'italiana) — італійська кінокомедія 1961 року режисера П'єтро Джермі.

## Сюжет
Молодим хлопцем Фердинандо Чефалу (Марчелло Мастроянні) спокусився гарними ніжками своєї теперішньої дружини Розалії (Даніела Рокка). Однак, йому майже 40 років і він розцінює своє одруження як помилку молодості. Адже тепер він закохався у свою юну кузину Анджелу (Стефанія Сандреллі), і дівчина відповідає йому взаємністю. Він би радий розлучитися, але на Сицилії це неможливо. І доля ніби сама посилає йому шлях розв'язання цієї проблеми …

## Ролі виконують
- Марчелло Мастроянні — Фердинандо Чефалу́
- Даніела Рокка[it] — Розалія Чефалу́
- Стефанія Сандреллі — Анджела
- Ландо Будзанка[it] — Розаріо Муле
- Леопольдо Трієсте — Кармельо Патане́

## Нагороди
- 1962 Премія Каннського кінофестивалю (Франція):
  - за найкращу комедію — П'єтро Джермі
- 1962 Премія «Золотий глобус» Асоціації іноземної преси в Італії[it]:
  - за найкращий фільм[it] — П'єтро Джермі
- 1962 Премія «Срібна стрічка» Італійського національного синдикату кіножурналістів:
  - найкращому акторові — Марчелло Мастроянні
  - за найкращий сюжет[it] — Альфредо Джіаннетті, П'єтро Джермі, Енніо де Кончіні
  - за найкращу сценографію[it] — Енніо де Кончіні, П'єтро Джермі, Альфредо Джяннетті
- 1962 Премія Національної ради кінокритиків США:
  - за найкращий іноземний фільм[en], номер 3
- 1963 Премія «Оскар» Академії кінематографічних мистецтв і наук (США):
  - за найкращий оригінальний сценарій — Енніо де Кончіні, Альфредо Джяннетті та П'єтро Джермі
- 1963 Премія «Золотий глобус» Голлівудської асоціації іноземної преси:
  - Премія «Золотий глобус» за найкращу чоловічу роль — комедія або мюзикл — Марчелло Мастроянні
  - Премія «Золотий глобус» за найкращий фільм іноземною мовою
- 1964 Премія БАФТА, Британської академії телебачення та кіномистецтва:
  - найкращому іноземному акторові — Марчелло Мастроянні

## Факти
- У фільмі під час перегляду глядачами стрічки Федеріко Фелліні «Солодке життя» з'являється Адріано Челентано.